# Biblioteca de Santiago

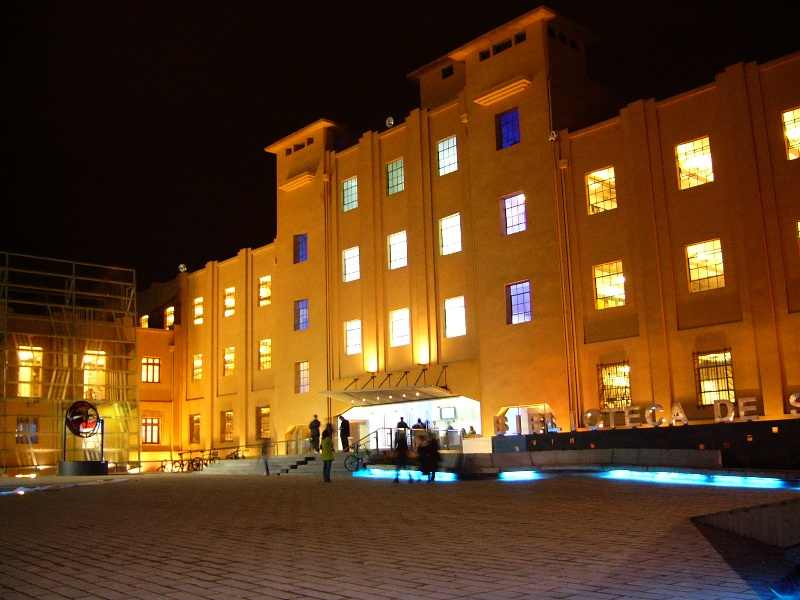
Biblioteca de Santiago.

A Biblioteca de Santiago, localizado no centro da capital chilena, é uma grande instalação cultural inaugurada em 11 de novembro de 2005 pelo presidente Ricardo Lagos.
Esta biblioteca, que complementa o trabalho realizado pelas biblioteca comunais e pela Biblioteca Nacional do Chile, tem como objetivo preencher o espaço que existia entre esses dois tipos de instituições. Além disso, concentra a sua atenção no público em geral, enquanto a histórica Biblioteca Nacional destina-se ao resguardo de volumes especializados e à investigação bibliográfica.
O espaço de mais de 22.000 metros quadrados era a antiga sede da Direção de Aprovisionamento do Estado, reformado com um conjunto de salas de leitura, um teatro e salas de computação. O edifício é da década de 1930 e é um monumento histórico.
A administração é realizada pela Direção de Bibliotecas, Arquivos e Museus do Chile.